# Old Field
Old Field és una població dels Estats Units a l'estat de Nova York. Segons el cens del 2000 tenia 947 habitants.

## Demografia
Segons el cens del 2000, Old Field tenia 947 habitants, 313 habitatges, i 268 famílies. La densitat de població era de 177,5 habitants per km².
Dels 313 habitatges en un 42,5% hi vivien nens de menys de 18 anys, en un 80,2% hi vivien parelles casades, en un 4,5% dones solteres, i en un 14,1% no eren unitats familiars. En el 10,5% dels habitatges hi vivien persones soles el 4,8% de les quals corresponia a persones de 65 anys o més que vivien soles. El nombre mitjà de persones vivint en cada habitatge era de 3,03 i el nombre mitjà de persones que vivien en cada família era de 3,23.
Per edats la població es repartia de la següent manera: un 30% tenia menys de 18 anys, un 4,6% entre 18 i 24, un 20,9% entre 25 i 44, un 32,1% de 45 a 60 i un 12,4% 65 anys o més.
L'edat mediana era de 42 anys. Per cada 100 dones de 18 o més anys hi havia 98,5 homes.
La renda mediana per habitatge era de 165.398 $ i la renda mediana per família de 192.071 $. Els homes tenien una renda mediana de 100.000 $ mentre que les dones 33.594 $. La renda per capita de la població era de 73.658 $. Entorn del 2,8% de les famílies i el 7,4% de la població estaven per davall del llindar de pobresa.